# EGG (テレビ番組)
『eGG』（エッグ）は、日本テレビで毎月1回水曜日（火曜日深夜） 0:59 - 1:49（JST）に放送されているeゲーム紹介番組である。2018年7月20日より放送。

## 概要
2018年6月29日、日本テレビがeスポーツ事業への参入を表明。子会社のアックスエンターテインメントを設立、eスポーツチームAXIZの立ち上げ、そして当番組の放送開始を明らかにした。「eスポーツ応援番組」を標榜し、大会の裏側やプロゲーマーを招いてのエピソード等を放送。また、当番組主催のeスポーツ大会も開催している。

## 出演
- DAIGO
- 武田玲奈（2020年4月22日 - ）
- 佐藤梨那（日本テレビアナウンサー）
- 岸大河（ゲームキャスター）
- 五関晃一（A.B.C-Z）（2021年4月21日 - ）[2]

### 過去の出演者
- 生駒里奈（2018年7月20日 - 2020年3月20日）

## 放送局
- 日本テレビ（制作局）：毎月1回水曜日 0:59 - 1:49（毎月1回火曜日深夜）
- 札幌テレビ：第1〜6回を2018年年末に集中放送。
- 福島中央テレビ：毎月第1火曜日 0:59 - 1:29（毎月第1月曜日深夜）
- テレビ新潟：毎月最終金曜日 1:59 - 2:49（毎月最終木曜日深夜）[3]
- 広島テレビ：毎月1回日曜日 1:30 - 2:20（毎月1回土曜日深夜）
- 長崎国際テレビ：毎月1回金曜日 0:59 - 1:49（毎月1回木曜日深夜。同時ネット）

## スタッフ
- ナレーター：神宮寺しし丸（2ndシーズン）
- 事業：寺島学、岡本良介、橋本弘美
- 構成：ヒロハラノブヒコ
- CAM：齋藤和彦（だだだ）
- VE：常川裕二（だだだ）
- 編集：棚橋雄太郎（IMAGICA Lab.、以前は、ドリームスペース）
- MA：IMAGICA Lab.
- 音楽：奈良悠樹
- 音効：千本松勝
- メイク：竹中真奈美
- 機材協力：株式会社マウスコンピューター
- ディレクター：齋藤桂太、野地悠斗（野地→以前はAD）
- 演出：松浦巧晃（以前はディレクター）
- プロデューサー：安藤絵里子（以前はAP）、山本大輔
- 制作：小林大祐（2020年10月27日-、以前はプロデューサー）
- 制作協力：AXON
- 製作著作：日テレ

### 過去のスタッフ
- ナレーター：杉田智和
- 構成：金森匠
- 照明：山口泰一郎（阿呍）
- 電飾：伊藤伸朗（コマデン）
- 編集：水津太盛（IMAGICA Lab.）
- MA：辻誠（ドリームスペース）
- メイク：堀口有紀
- 美術：金子宗一郎（ヌーベルバーグ）
- 機材協力：ALIEN WARE
- 宣伝：岡田五知信
- AD：織田佑郁、西井優祐、高由京
- AP：依岡由里子
- ディレクター：佐藤伸一、桑尾和延
- 演出：熊谷洋平
- プロデューサー：佐々木まりな、阿曽龍二
- チーフプロデューサー：西岡均、三浦研一（2019年6月13日 - 2020年9月22日）